# Gustav Adolf Fischer (Afrikaforscher)

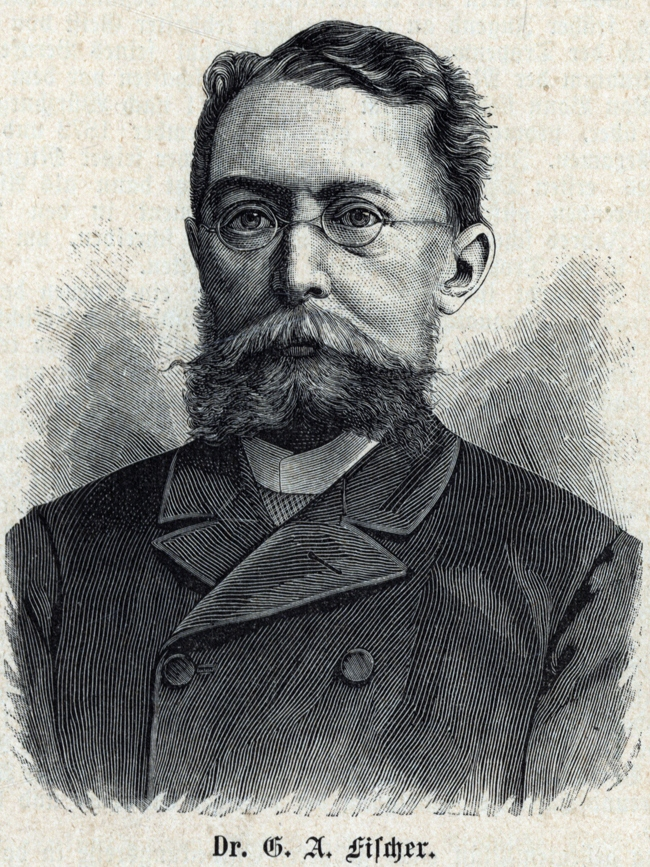
Gustav Adolf Fischer

Gustav Adolf Fischer (* 3. März 1848 in Barmen (heute Stadtteil von Wuppertal); † 11. November 1886 in Berlin) war ein deutscher Afrikaforscher.
Fischer wurde zunächst Militärarzt, schloss sich 1876 der Expedition der Brüder Denhardt an und machte 1877 eine Exkursion in die Gebiete der Galla sowie nach Witu. Zusammen mit den Denhardts erforschte er dann das Gebiet am Tana (1878).
Anschließend lebte Fischer bis Oktober 1882 als Arzt in Sansibar. Im Dezember jenes Jahres trat er seine dritte größere Reise an, die von der Hamburger Geographischen Gesellschaft unterstützt wurde. Er ging von der Mündung des Pangani aus in das Land der Massai bis zum Naivashasee. Auf dieser Reise beobachtete er die Papageienart Pfirsichköpfchen, die 1887 nach ihm (Agapornis fischeri) benannt wurde (auch bekannt als Fischers Unzertrennliche oder Fischer’s Lovebird). Im November 1883 kehrte Fischer nach Deutschland zurück.
1885 unternahm Fischer eine weitere Reise, um den Italiener Casati, Emin Pascha und Junker aufzusuchen. Er gelangte bis zum Victoria-Njansa, konnte aber die Landschaften am oberen Nil, wo die Gesuchten sich aufhielten, nicht erreichen. Er kehrte deshalb über Kavirondo, den Naivashasee und Kikuyu am 21. Juni 1886 nach Sansibar zurück.
Gustav Adolf Fischer starb am 11. November 1886 in Berlin an einem tropischen Fieber.
Er wird mit dem Namen des Fischerbülbüls (Phyllastrephus fischeri) beehrt.

## Werke
- Mehr Licht im dunkeln Afrika. Hamburg (1885).
- Fischer, G. A. 1885. Bericht über die im Auftrage der Geographischen Gesellschaft in Hamburg unternommene Reise in das Massai-Land. I. Allgemeiner Bericht. — Mitt. Geogr. Ges. Hamburg 5(1882–1883): 36–99.
- Fischer, G. A. 1885. Bericht über die im Auftrage der Geographischen Gesellschaft in Hamburg unternommene Reise in das Massai-Land. II. Begleitworte zur Original-Routenkarte Tafel VII. — Mitt. Geogr. Ges. Hamburg 5(1882–1883): 189–237.